# Iris filifolia
Iris filifolia är en irisväxtart som beskrevs av Pierre Edmond Boissier. Iris filifolia ingår i släktet irisar, och familjen irisväxter. Inga underarter finns listade i Catalogue of Life.